# Volckerinckhove
Volckerinckhove [vɔlkəʁɛ̃kɔv] est une commune française située dans le département du Nord, en région Hauts-de-France.

## Géographie

### Communes limitrophes
|              | Merckeghem      | Bollezeele |
| Millam       | Volckerinckhove | Rubrouck   |
| Wulverdinghe | Lederzeele      | Broxeele   |

### Hydrographie

#### Réseau hydrographique
La commune est située dans le bassin Artois-Picardie. Elle est drainée par l'Yser, la Becque de la Reine, la Cabarette et la Volckerinckhove Becque,,.
L'Yser est un cours d'eau transfrontalier franco-belge, d'une longueur de 70 km en France, prend sa source dans la commune de Buysscheure. Il s'écoule vers la Mer du Nord, en traversant les Flandres française et belge, et s'y jette à Nieuport en Belgique, dans un estuaire très artificialisé. Les caractéristiques hydrologiques de l'Yser sont données par la station hydrologique située sur la commune. Le débit moyen mensuel est de 0,28 m3/s. Le débit moyen journalier maximum est de 11,228 novembre 202 113,1 m3/s, atteint le même jour.

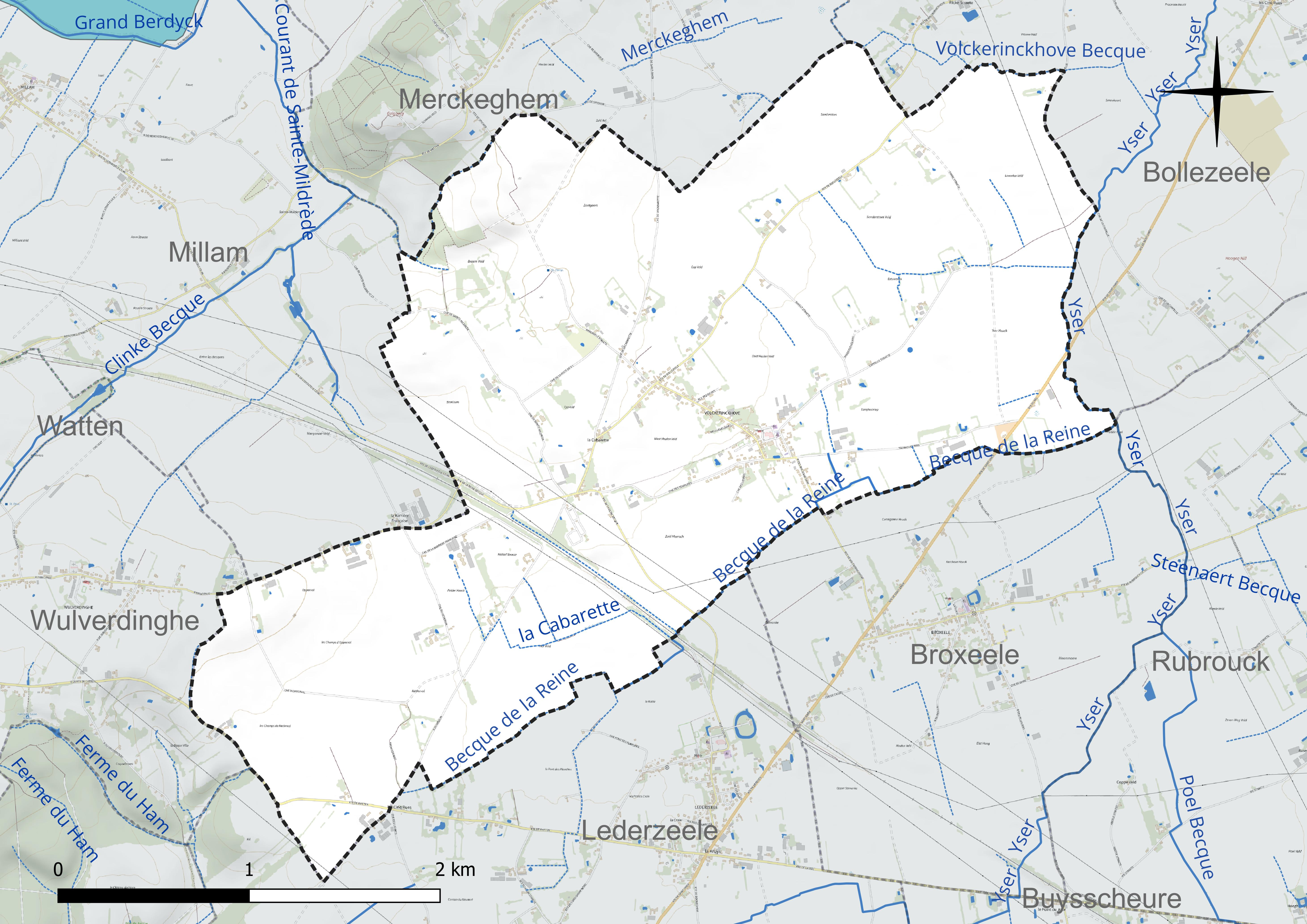
Réseau hydrographique de Volckerinckhove.

#### Gestion et qualité des eaux
Le territoire communal est couvert par le schéma d'aménagement et de gestion des eaux (SAGE) « Yser ». Ce document de planification concerne un territoire de 381 km2 de superficie, délimité par le bassin versant de l'Yser en France. Le périmètre a été arrêté le 8 novembre 2005 et le SAGE proprement dit a été approuvé le 30 novembre 2016. La structure porteuse de l'élaboration et de la mise en œuvre est l'Union syndicale d'aménagement hydraulique du Nord (USAN).
La qualité des cours d'eau peut être consultée sur un site dédié géré par les agences de l'eau et l'Agence française pour la biodiversité.

### Climat
Pour des articles plus généraux, voir Climat des Hauts-de-France et Climat du Nord.
En 2010, le climat de la commune est de type climat océanique altéré, selon une étude du CNRS s'appuyant sur une série de données couvrant la période 1971-2000. En 2020, Météo-France publie une typologie des climats de la France métropolitaine dans laquelle la commune est exposée à un climat océanique et est dans la région climatique Côtes de la Manche orientale, caractérisée par un faible ensoleillement (1 550 h/an) ; forte humidité de l'air (plus de 20 h/jour avec humidité relative > 80 % en hiver), vents forts fréquents.
Pour la période 1971-2000, la température annuelle moyenne est de 10,5 °C, avec une amplitude thermique annuelle de 13,5 °C. Le cumul annuel moyen de précipitations est de 819 mm, avec 12,6 jours de précipitations en janvier et 8 jours en juillet. Pour la période 1991-2020, la température moyenne annuelle observée sur la station météorologique la plus proche, située sur la commune de Watten à 7 km à vol d'oiseau, est de 11,3 °C et le cumul annuel moyen de précipitations est de 822,8 mm,. Pour l'avenir, les paramètres climatiques de la commune estimés pour 2050 selon différents scénarios d'émission de gaz à effet de serre sont consultables sur un site dédié publié par Météo-France en novembre 2022.

## Urbanisme

### Typologie
Au 1er janvier 2024, Volckerinckhove est catégorisée commune rurale à habitat dispersé, selon la nouvelle grille communale de densité à sept niveaux définie par l'Insee en 2022.
Elle est située hors unité urbaine. Par ailleurs la commune fait partie de l'aire d'attraction de Dunkerque, dont elle est une commune de la couronne,. Cette aire, qui regroupe 66 communes, est catégorisée dans les aires de 200 000 à moins de 700 000 habitants,.

### Occupation des sols
L'occupation des sols de la commune, telle qu'elle ressort de la base de données européenne d'occupation biophysique des sols Corine Land Cover (CLC), est marquée par l'importance des territoires agricoles (97,4 % en 2018), une proportion identique à celle de 1990 (97,4 %). La répartition détaillée en 2018 est la suivante : 
terres arables (97,4 %), zones urbanisées (2,6 %). L'évolution de l'occupation des sols de la commune et de ses infrastructures peut être observée sur les différentes représentations cartographiques du territoire : la carte de Cassini (XVIIIe siècle), la carte d'état-major (1820-1866) et les cartes ou photos aériennes de l'IGN pour la période actuelle (1950 à aujourd'hui).

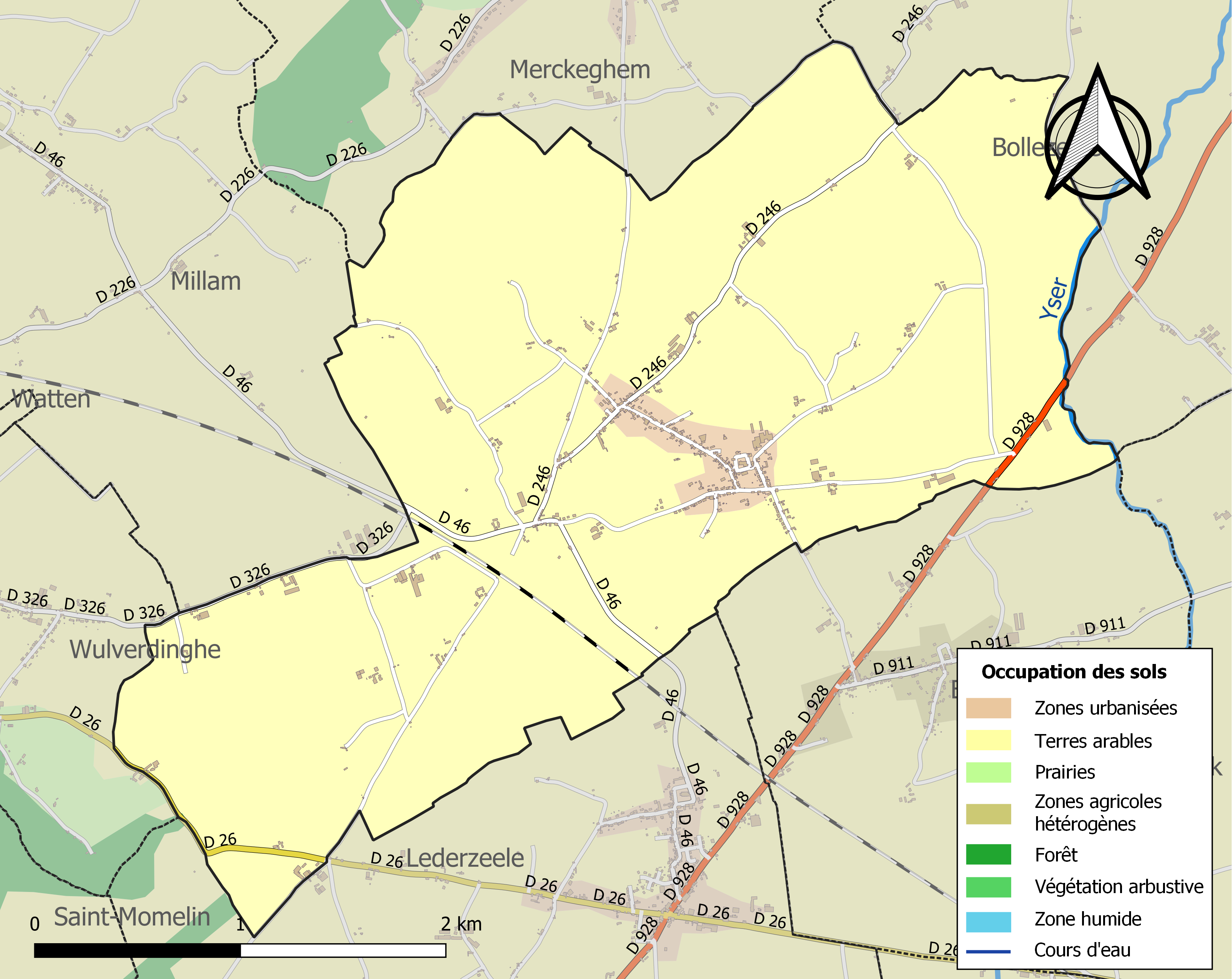
Carte des infrastructures et de l'occupation des sols de la commune en 2018 (CLC).

### Habitat et logement
En 2018, le nombre total de logements dans la commune était de 238, alors qu'il était de 234 en 2013 et de 209 en 2008.
Parmi ces logements, 90,8 % étaient des résidences principales, 2,5 % des résidences secondaires et 6,7 % des logements vacants. Ces logements étaient pour 99,6 % d'entre eux des maisons individuelles et pour 0 % des appartements.
Le tableau ci-dessous présente la typologie des logements à Volckerinckhove en 2018 en comparaison avec celle du Nord et de la France entière. Une caractéristique marquante du parc de logements est ainsi une proportion de résidences secondaires et logements occasionnels (2,5 %) supérieure à celle du département (1,6 %) mais inférieure à celle de la France entière (9,7 %). Concernant le statut d'occupation de ces logements, 87 % des habitants de la commune sont propriétaires de leur logement (86,9 % en 2013), contre 54,7 % pour le Nord et 57,5 % pour la France entière.
| Typologie                                               | Volckerinckhove | Nord | France entière |
| ------------------------------------------------------- | --------------- | ---- | -------------- |
| Résidences principales (en %)                           | 90,8            | 90,8 | 82,1           |
| Résidences secondaires et logements occasionnels (en %) | 2,5             | 1,6  | 9,7            |
| Logements vacants (en %)                                | 6,7             | 7,7  | 8,2            |

## Toponymie
Étymologie : Volckerinckhove viendrait de Folkharding (=la terre de Folkhard), auquel il est ajouté l'élément hof (=ferme)
- 1209 : Volcrinchove (cartulaire de Watten)
- 1218 : Folchringhova
- 1299 : Foukelinchove (troisième cartulaire de Flandres)

## Histoire
Avant la Révolution française, la paroisse était incluse dans le diocèse de Thérouanne, puis à la disparition de celui-ci dans le diocèse de Saint-Omer.
Vers 1209, Walter de Buscure, (sans doute Buysscheure), donne la dîme (c'est-à-dire la part qu'il possède dans cette dîme) de Volckerinchove à l'abbaye de Watten. En 1209, Guillaume châtelain de Saint-Omer (maison de Saint-Omer) déclare se porter caution de lui pour cette dîme.
En 1241, Pierre, évêque de Thérouanne,ou évêque de la Morinie, déclare que Mathilde, veuve de Gillard d'Haverskerque, chevalier, a cédé à l'abbaye de Watten, sa part dans la dîme de Volckerinckhove.
En 1297, le comte de Flandre Gui de Dampierre est en guerre contre le roi de France Philippe IV le Bel, mais perd la partie. En 1298, Gilles de Haverskerque, seigneur de Watten, qui a suivi le parti du roi, est récompensé en recevant de Raoul II de Clermont-Nesle, lieutenant du roi, la juridiction et les biens que le comte Guy possédait dans plusieurs villages de Flandre dont Volckerinchove, et qui lui ont été confisqués, (confiscation sans doute temporaire).
Vers 1910, un chemin de fer de Herzeele à Saint-Momelin, passe par les villages, alors généralement dotés d'une gare, Wormhout, Esquelbecq, Zegerscappel, Bollezeele, Merckeghem, Volckerinckhove-Broxeele, Lederzeele, Nieurlet.

## Politique et administration

### Rattachements administratifs et électoraux

#### Rattachements administratifs
La commune se trouve dans l'arrondissement de Dunkerque du département du Nord.
Elle faisait partie depuis 1801 du canton de Wormhout. Dans le cadre du redécoupage cantonal de 2014 en France, cette circonscription administrative territoriale a disparu, et le canton n'est plus qu'une circonscription électorale.

#### Rattachements électoraux
Pour les élections départementales, la commune fait partie depuis 2014 d'un nouveau canton de Wormhout
Pour l'élection des députés, elle fait partie de la troisième circonscription du Nord.

### Intercommunalité
Volckerinckhove était membre de la communauté de communes de l'Yser, un établissement public de coopération intercommunale (EPCI) à fiscalité propre créé fin 1996  et auquel la commune avait transféré un certain nombre de ses compétences, dans les conditions déterminées par le code général des collectivités territoriales.
Conformément aux prescriptions de la loi de réforme des collectivités territoriales du 16 décembre 2010, qui a prévu le renforcement et la simplification des intercommunalités et la constitution de structures intercommunales de grande taille, cette intercommunalité a fusionné avec ses voisines  pour former, le 1er janvier 2014, la communauté de communes des Hauts de Flandre dont est désormais membre la commune.

### Tendances politiques et résultats
Lors du premier tour de l'élection présidentielle de 2022, les quatre premiers candidats ont été respectivement dans la commune Marine Le Pen (35,14 des suffrages exprimés), Emmanuel Macron (3.2,57 %), Jean-Luc Mélenchon (8,86 % et Éric Zemmour (5,43 %).
Au second tour, le candidat élu Emmanuel Macron a obtenu 175 voix (51,02 % des suffrages exprimes), devançant de 13 voix Marine Le Pen, qui a recueillie 168 voix (48,98 %). Lors de ce scrutin, 16,48 % des électeurs se sont abstenus.

### Liste des maires
| Période                                  | Période                        | Identité                       | Étiquette | Qualité                                                                                            |
| ---------------------------------------- | ------------------------------ | ------------------------------ | --------- | -------------------------------------------------------------------------------------------------- |
| Les données manquantes sont à compléter. |                                |                                |           | |
| avant 1802-1803                          | 1807                           | J.B. Lippens                   |           | |
| Les données manquantes sont à compléter. |                                |                                |           | |
|                                          | août 1864                      | Hilaire Joseph Vandenkerckhove |           | |
| août 1864                                | juin 1874                      | Pierre Louis Devynck           |           | |
| juin 1874                                | janvier 1881                   | Charles Anatole Debroucker     |           | |
| janvier 1881                             | avril 1888                     | François Marquis               |           | |
| mai 1888                                 | 1908                           | Désiré Delepouve               |           | |
| 1908                                     | 1914                           | Jules Delafosse                |           | |
| 1922                                     | 1925                           | Ernest Vantorre                |           | |
| 1925                                     | 1935                           | Émile Delepouve                |           | |
| 1936                                     | 1939                           | J. Dupuy                       |           | |
| Les données manquantes sont à compléter. |                                |                                |           | |
| 1951                                     | 1954                           | M. Paccou                      |           | |
| 1954                                     | 1965                           | A. Delafosse                   |           | |
| 1965                                     | après 1978                     | J. Bajeux                      |           | |
| Les données manquantes sont à compléter. |                                |                                |           | |
| avant 1995                               | juin 1995                      | Gabriël Achte                  |           | Agriculteur Ancien président du syndicat agricole de Volckerinckhove Ancien agent de plaine Tereos |
| juin 1995                                | janvier 2001                   | Michel Bogaert                 |           | Mort en fonction                                                                                   |
| mars 2001                                | mai 2020                       | Jean-Paul Monsterleet          |           | |
| mai 2020                                 | novembre 2022                  | Fabrice Denys                  |           | |
| novembre 2022                            | En cours (au 16 décembre 2022) | Nathalie Beun                  |           | Coiffeuse                                                                                          |

## Population et société

### Démographie

#### Évolution démographique
L'évolution du nombre d'habitants est connue à travers les recensements de la population effectués dans la commune depuis 1793. Pour les communes de moins de 10 000 habitants, une enquête de recensement portant sur toute la population est réalisée tous les cinq ans, les populations de référence des années intermédiaires étant quant à elles estimées par interpolation ou extrapolation. Pour la commune, le premier recensement exhaustif entrant dans le cadre du nouveau dispositif a été réalisé en 2008.

En 2022, la commune comptait 567 habitants, en évolution de −1,73 % par rapport à 2016 (Nord : +0,51 %, France hors Mayotte : +2,11 %).
| 1793 | 1800 | 1806 | 1821 | 1831 | 1836 | 1841 | 1846 | 1851 |
| ---- | ---- | ---- | ---- | ---- | ---- | ---- | ---- | ---- |
| 860  | 906  | 902  | 950  | 940  | 933  | 913  | 936  | 929  |

| 1856 | 1861 | 1866 | 1872 | 1876 | 1881 | 1886 | 1891 | 1896 |
| ---- | ---- | ---- | ---- | ---- | ---- | ---- | ---- | ---- |
| 917  | 896  | 892  | 893  | 906  | 927  | 951  | 891  | 835  |

| 1901 | 1906 | 1911 | 1921 | 1926 | 1931 | 1936 | 1946 | 1954 |
| ---- | ---- | ---- | ---- | ---- | ---- | ---- | ---- | ---- |
| 809  | 786  | 761  | 709  | 674  | 637  | 650  | 620  | 545  |

| 1962 | 1968 | 1975 | 1982 | 1990 | 1999 | 2006 | 2008 | 2013 |
| ---- | ---- | ---- | ---- | ---- | ---- | ---- | ---- | ---- |
| 569  | 531  | 487  | 488  | 422  | 487  | 477  | 474  | 563  |

| 2018 | 2022 | - | - | - | - | - | - | - |
| ---- | ---- | - | - | - | - | - | - | - |
| 558  | 567  | - | - | - | - | - | - | - |

#### Pyramide des âges
La population de la commune est relativement jeune.
En 2018, le taux de personnes d'un âge inférieur à 30 ans s'élève à 35,7 %, soit en dessous de la moyenne départementale (39,5 %). À l'inverse, le taux de personnes d'âge supérieur à 60 ans est de 27,4 % la même année, alors qu'il est de 22,5 % au niveau départemental.
En 2018, la commune comptait 290 hommes pour 268 femmes, soit un taux de 51,97 % d'hommes, largement supérieur au taux départemental (48,23 %).
Les pyramides des âges de la commune et du département s'établissent comme suit.
| Hommes | Classe d’âge | Femmes |
| ------ | ------------ | ------ |
| 1,0    | 90 ou +      | 1,1    |
| 5,9    | 75-89 ans    | 7,8    |
| 20,0   | 60-74 ans    | 19,0   |
| 18,6   | 45-59 ans    | 17,2   |
| 17,2   | 30-44 ans    | 20,9   |
| 12,4   | 15-29 ans    | 12,3   |
| 24,8   | 0-14 ans     | 21,6   |

| Hommes | Classe d’âge | Femmes |
| ------ | ------------ | ------ |
| 0,5    | 90 ou +      | 1,4    |
| 5,3    | 75-89 ans    | 8,1    |
| 14,8   | 60-74 ans    | 16,2   |
| 19,1   | 45-59 ans    | 18,4   |
| 19,5   | 30-44 ans    | 18,7   |
| 20,7   | 15-29 ans    | 19,1   |
| 20,2   | 0-14 ans     | 18     |

## Culture locale et patrimoine
Un chemin de randonnée pédestre part du village et rejoint celui voisin de Merckeghem, le circuit « Autour de Sainte Mildrede » de 8,7 km, avec une variante plus courte de 5 km.

### Lieux et monuments
- Le Rosmeulen, un moulin à cheval[46].

Depuis 2009, Volckerinckhove fait partie du réseau Village Patrimoine, coordonné par les Pays de Flandre.

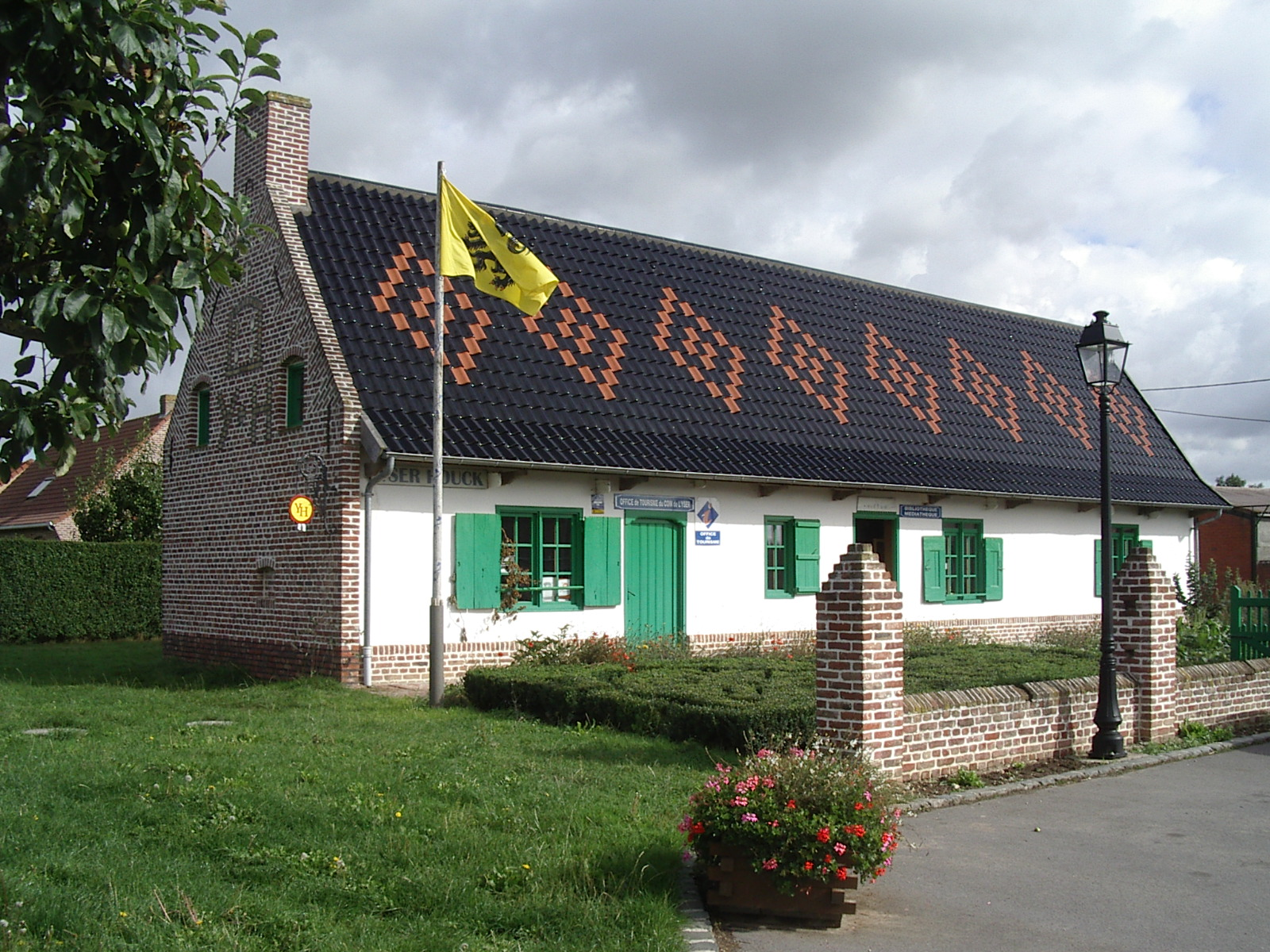
Office de tourisme, maison à pans de Bois et torchis (1682)
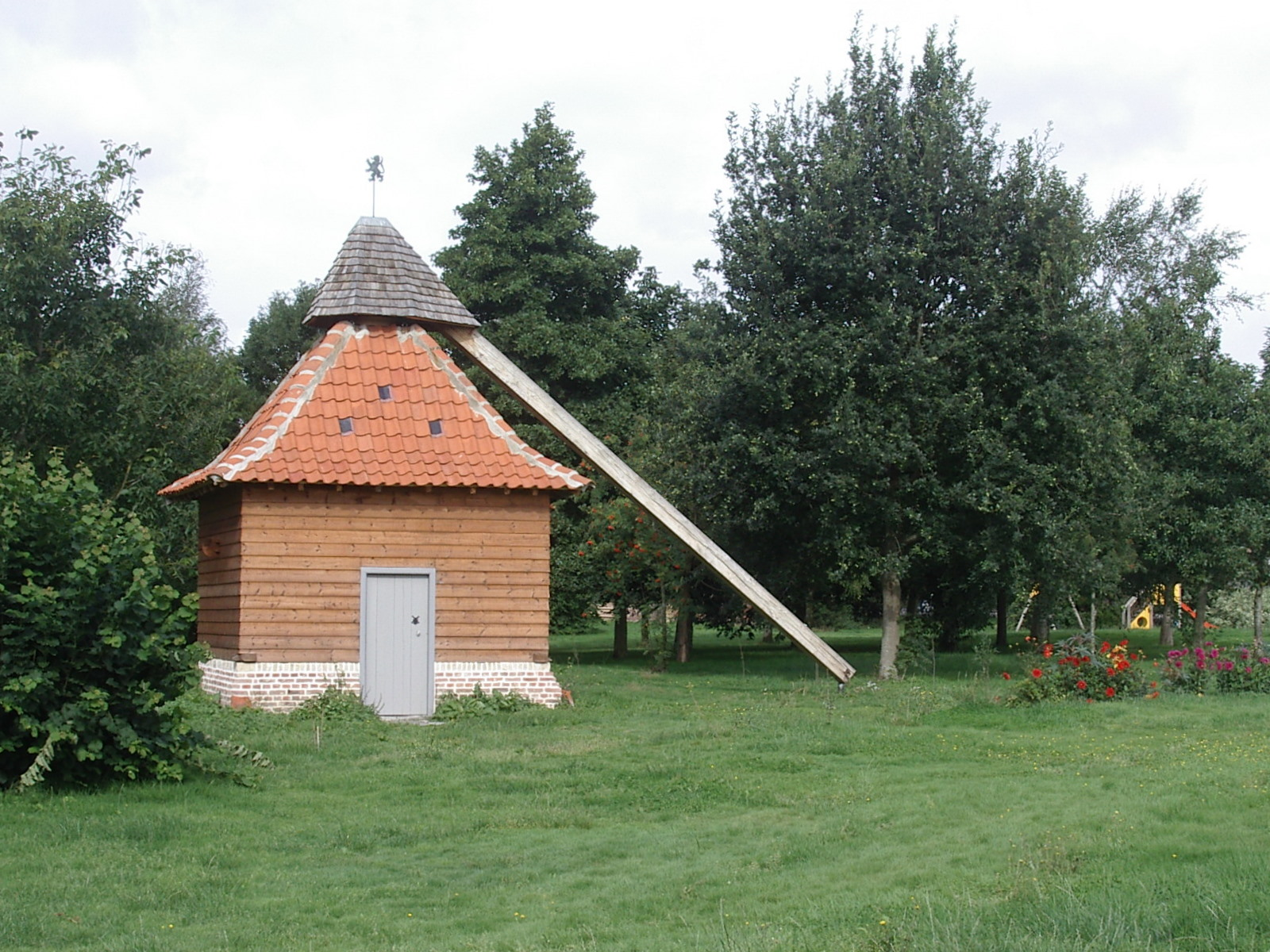
Moulin à cheval
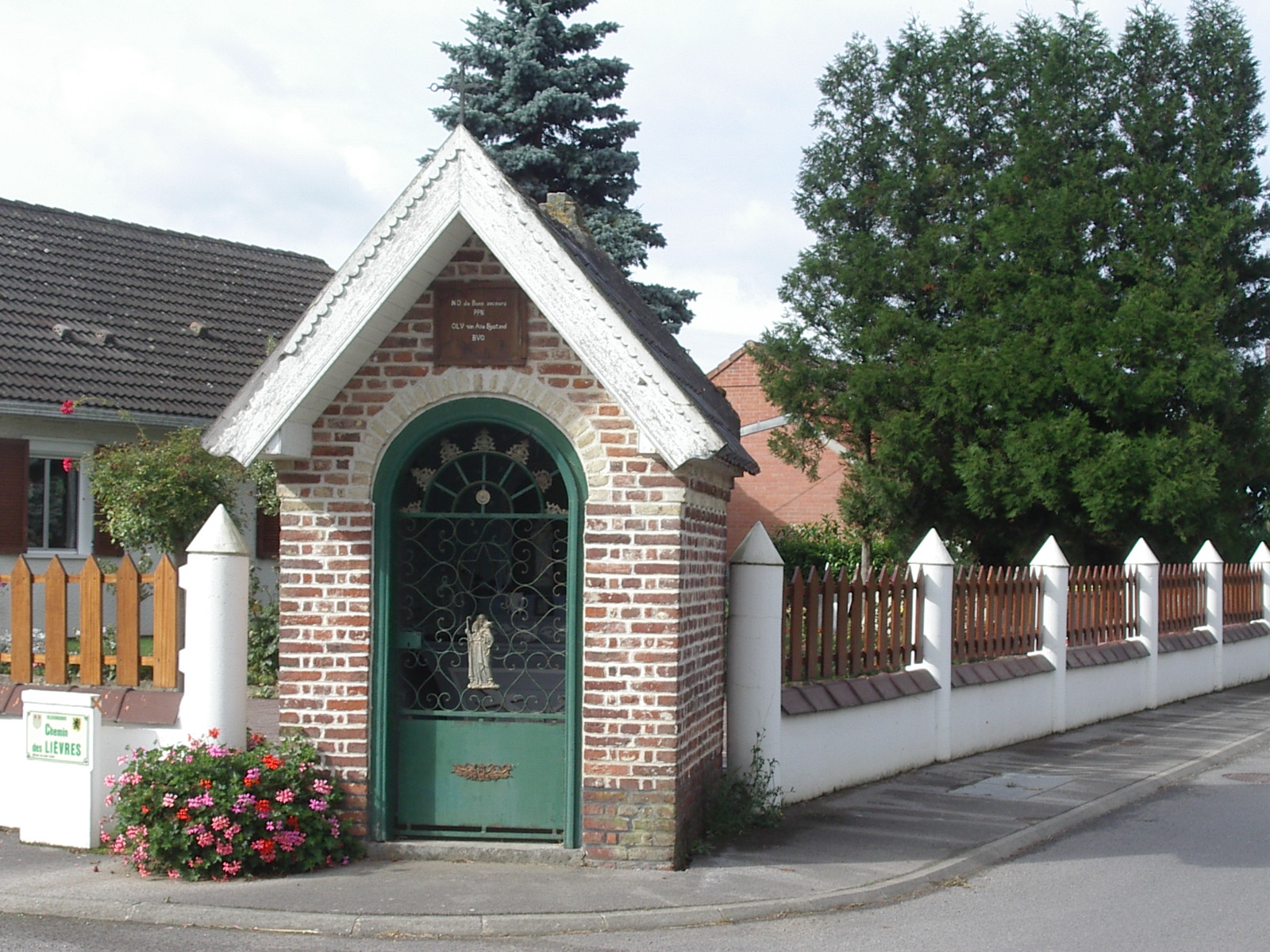
Chapelle Notre-Dame-de-Bons-Secours
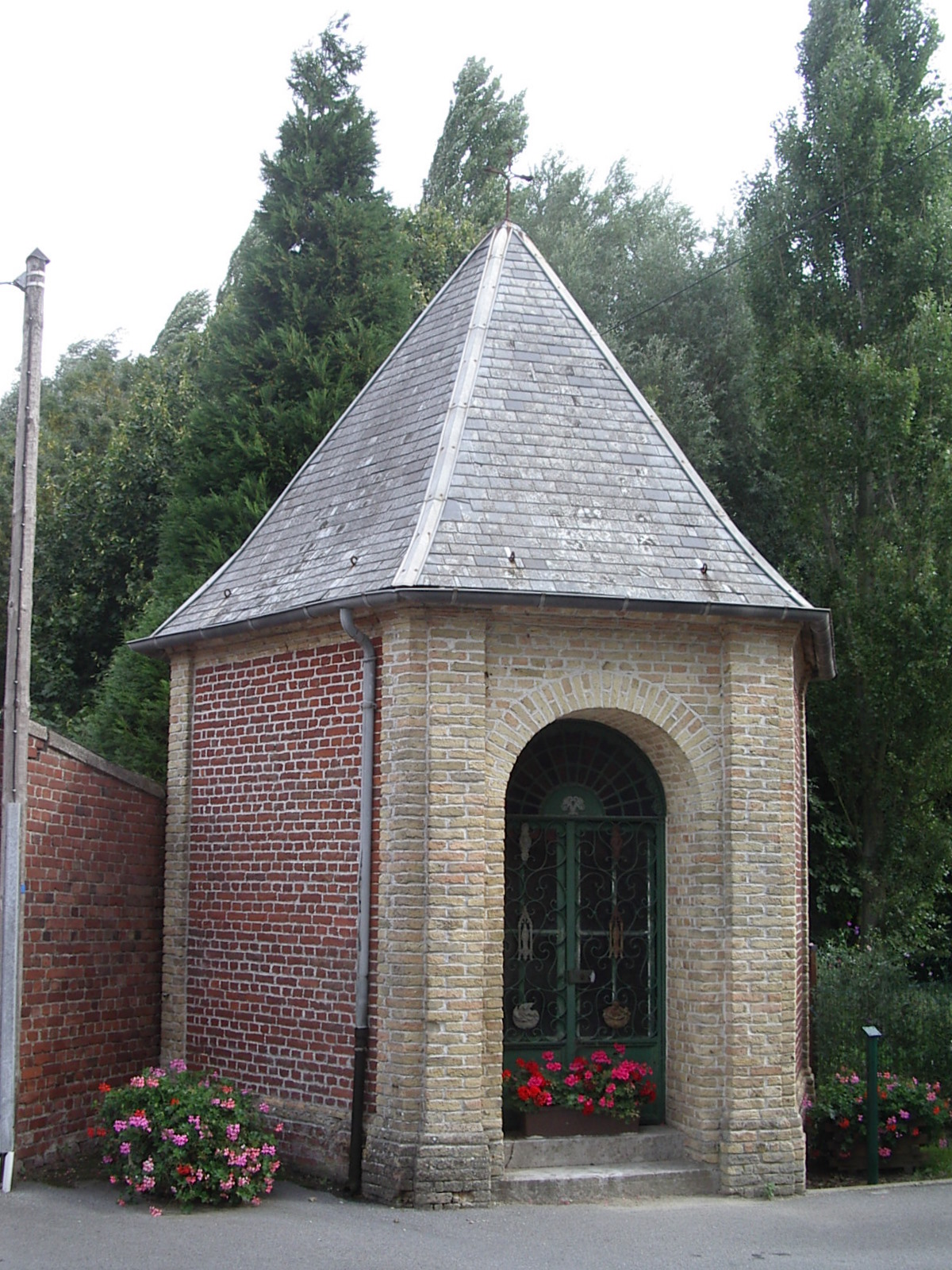
Chapelle
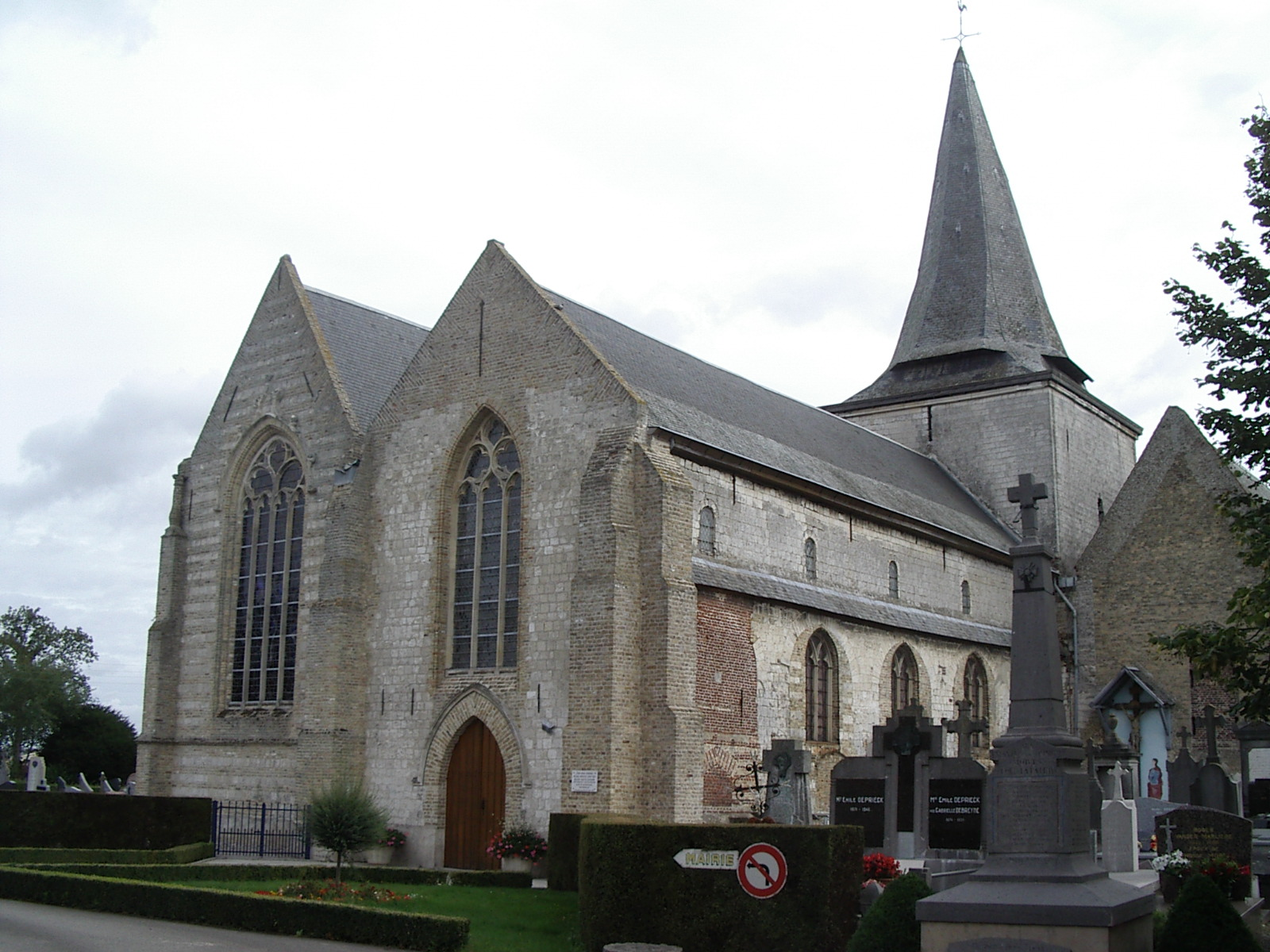
Église

### Langue flamande
Volckerinckhove fait partie des villages où le flamand de France était couramment parlé dans le passé. Afin de préserver cette culture, une expérimentation est lancée en 2007 par le Rectorat de Lille pour assurer un enseignement d'une heure de flamand par semaine, dans les écoles publiques du CE2 au CM2. Les communes de Wormhout, Volckerinchove et les regroupements pédagogiques intercommunaux de Noordpeene, Buysscheure, Ochtezeele ont accepté d'y participer. L'enseignement fondé sur le volontariat, deux tiers des familles y souscrivent, a été donné par le maire de Wormhout, Frédéric Devos, professeur des écoles, de 2007 à 2019. Celui-ci a pris sa retraite en 2019 et n'a pas été remplacé pour l'année scolaire 2019-2020. Le 2 septembre 2020, il n'y avait pas encore de nomination pour cet enseignement pendant l'année scolaire 2020-2021, malgré les protestations des maires concernés, lesquels constataient le choix de plusieurs familles de scolariser leurs enfants en Belgique. Pour l'année scolaire 2021-2022, un appel à candidature a été lancé par le Rectorat en janvier 2021.

### Personnalités liées à la commune

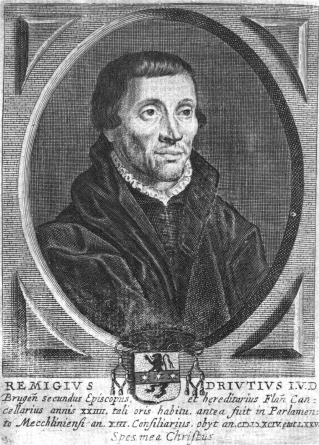
Remi Drieux.

- Michel Drieux, dit Michael Driutius, (1518 ou 1519-1594) docteur en droit, doyen de l'église collégiale Saint-Pierre et fondateur du collège Driutius à Louvain, y est né[49].
- Remi Drieux, dit Remigius Driutius (vers 1495-1559), évêque de Léwaerde puis évêque de Bruges, y est né. Cet ouvrage a été complété par Jacques François Van Elstlande, Balance corrective de l'abrégé généalogique de la parenté de messire Michel DRIEUX... par laquelle le contenu de l'abrégé susdit est pesé; au poides de marc de la vérité...[pas clair]

### Héraldique
| Blason de Volckerinckhove | Blason  | De sable au chef d'argent, chargé de deux molettes de gueules. |
| Blason de Volckerinckhove | Détails | Le statut officiel du blason reste à déterminer.               |